# Zechenhübel
Der Zechenhübel ist der Name eines 770 m hohen Berges in Breitenbrunn im sächsischen Erzgebirgskreis.

## Geologie
Der Zechenhübel liegt in der Kontaktzone des Eibenstocker Granitmassivs im westlichen Erzgebirge. Am Zechenhübel gab es sowohl einen Flößsteinbruch, als auch ein Grünsteinlager. Bekannt war der Zechenhübel u. a. auch als Fundstätte von schöner Zinkblende.

## Name
Der Name des Berges ist auf die dort vorhandenen bergmännischen Anlagen zurückzuführen. Eine der bedeutendsten Zechen war dort das heutige Besucherbergwerk St. Christoph, das 1558 erstmals als Grube erwähnt wurde.

## Geschichte
Südöstlich des Zechenhübels verlief die mit kursächsischen Postmeilensäulen markierte Johanngeorgenstadt-Dresdener Straße. Der Hirschsteig führte, aus dem Schwarzwassertal kommend über den Zechenhübel durch das Zechenholz zur Grube St. Christoph.